# Helga Spieß
Helga Spieß (* 1940) ist eine deutsche Grafikerin und Kinderbuchillustratorin.

## Leben und Wirken
Helga Spieß studierte Grafik in Bremen und schloss 1980 nach Heirat und der Geburt ihrer Kinder ein Studium an der Hochschule für Gestaltung Offenbach am Main ab. Sie entwarf unter anderem Stationsdias für den Hessischen Rundfunk und illustrierte mehrere Kinderbücher, u. a. von Angela Sommer-Bodenburg und von Ingrid Uebe.

## Werke

### Illustrationen zu Büchern von Angela Sommer-Bodenburg
- Wenn du dich gruseln willst. Bilderbuch, Otto Maier, Ravensburg 1984 und Rowohlt Taschenbuch Verlag, Reinbek bei Hamburg 1987, ISBN 3-499-20459-2.
- Florians gesammelte Gruselgeschichten. 1990
- Wenn die Füchse Kaffee kochen. Bilderbuch, 1993
- Von jenseits des großen Waldes. 1994

### Illustrationen zu Büchern von Ingrid Uebe
- Das Grusel-ABC. Ravensburg 1986
- Kalle Kuscheltier. Stuttgart [u. a.] 1989
- Der kleine Brüllbär feiert Weihnachten. Ravensburg 1992
- Bravo, kleiner Stink! Würzburg 1997
- Der kleine Brüllbär macht eine Reise. Ravensburg 1998
- Der kleine Brüllbär geht in den Kindergarten. Ravensburger Buchverlag, Ravensburg 2000; ISBN 3-473-33956-3
- Ab ins Bett, kleiner Brüllbär! Ravensburger Buchverlag, Ravensburg 2001; ISBN 3-473-33790-0
- Kleine Hundegeschichten. München 2003